# Dover (Engeland)
Dover (Frans Douvres, Nederlands voorheen Daveren) is een belangrijke havenplaats en civil parish in Engeland, in het graafschap Kent. De stad ligt aan het Nauw van Calais (of Straat van Dover), zoals het oostelijk deel van Het Kanaal wordt genoemd. Dover had in 2011 zo'n 31.000 inwoners. 

## Geschiedenis
De stad is van oudsher van maritiem belang geweest. Al voor de Romeinen (die de stad Dubris Portus noemden) was Dover een voor de hand liggende invalsplaats, omdat het op slechts 34 kilometer van de Franse kust ligt. Tot 1923 was Dover een marinebasis; daarna werd de haven vooral aangewend voor civiele doeleinden.
In de Tweede Wereldoorlog was de stad het doelwit van zware bombardementen.

## Verkeer
Er zijn veerverbindingen met verschillende plaatsen op het vasteland van Europa: Calais, Duinkerke en Boulogne in Frankrijk en vroeger Oostende in België via de Oostende-Doverlijn die in 1997 werd opgeheven. Daarmee heeft de stad de belangrijkste haven voor het verkeer over Het Kanaal.
Dover Priory is het treinstation van Dover, het wordt zowel bediend door lokale treinen als door Javelin-treinen. Dit zijn speciale treinen waarvoor een toeslag moet betaald worden en vanaf Ashford over de hogesnelheidslijn naar Londen rijden. 

## Cultuur
Visserij, industrie en vooral het toerisme en de havenactiviteiten zijn de belangrijkste bronnen van inkomsten.
Dover is befaamd om de witte krijtrotsen van Dover (de white cliffs of Dover). Beroemd is ook het kasteel (Dover Castle), met de resten van een Romeinse vuurtoren uit de 4e eeuw. Ten noordoosten van Dover is bovenop de krijtrotsen de Obelisk van St. Margaret's at Cliffe gebouwd.

## Geboren
- Edward Pellew (1757-1833), admiraal
- Tony Brown (1945-2022), darter
- David Elleray (1954), voetbalscheidsrechter
- Joss Stone (1987), zangeres en actrice
- Ross Smith (1989), darter

## Galerij

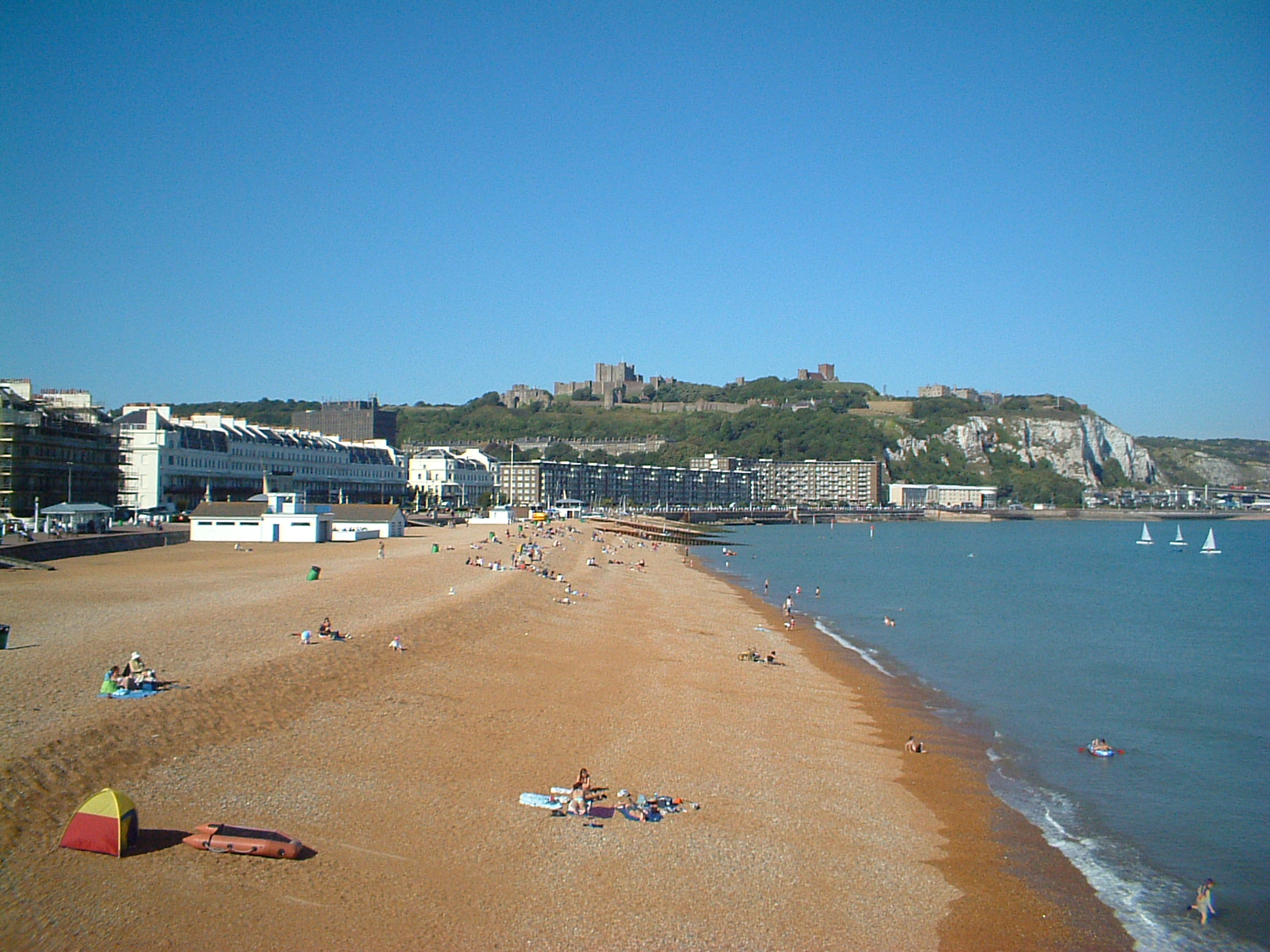
Dover
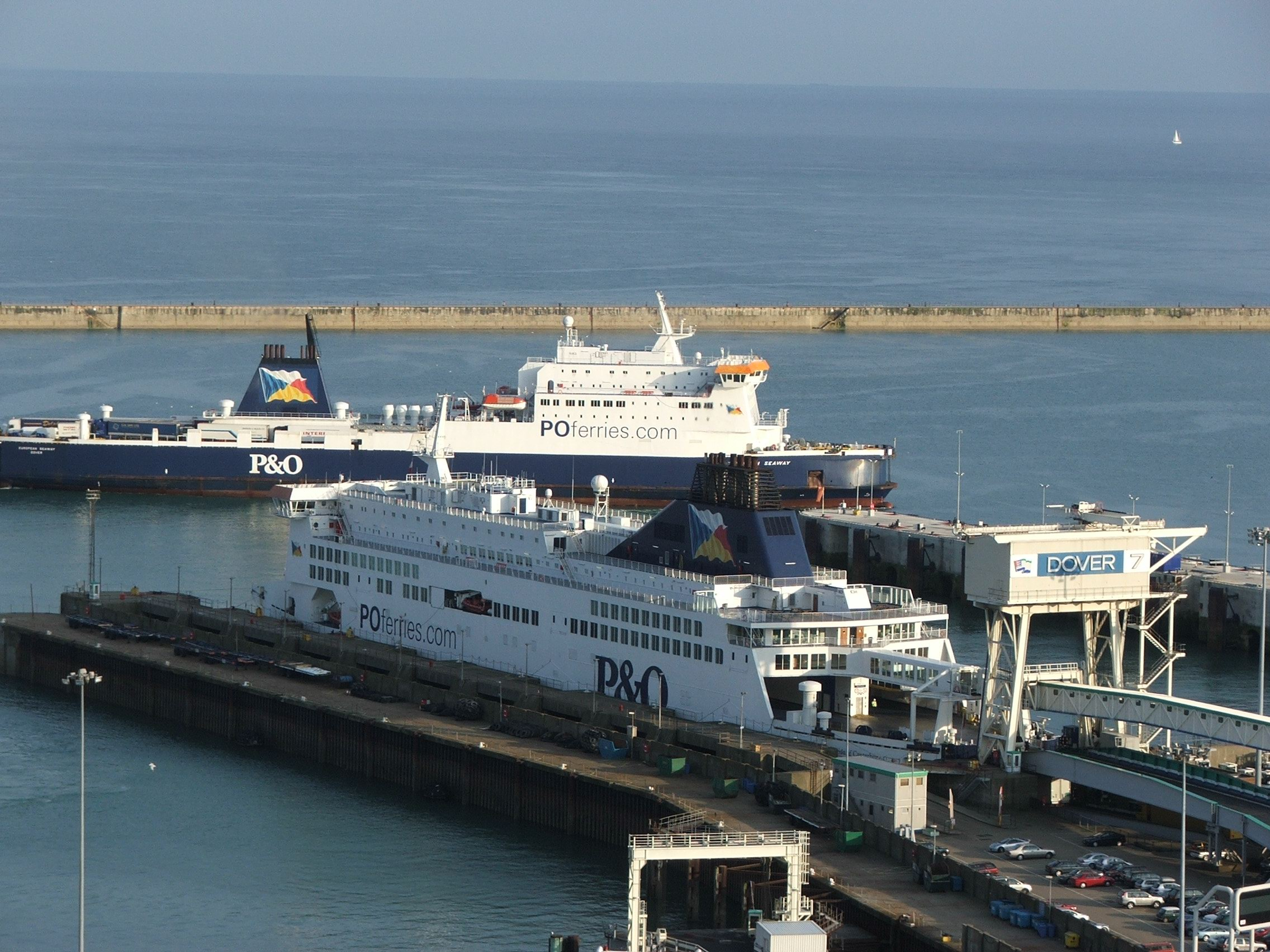
Haven
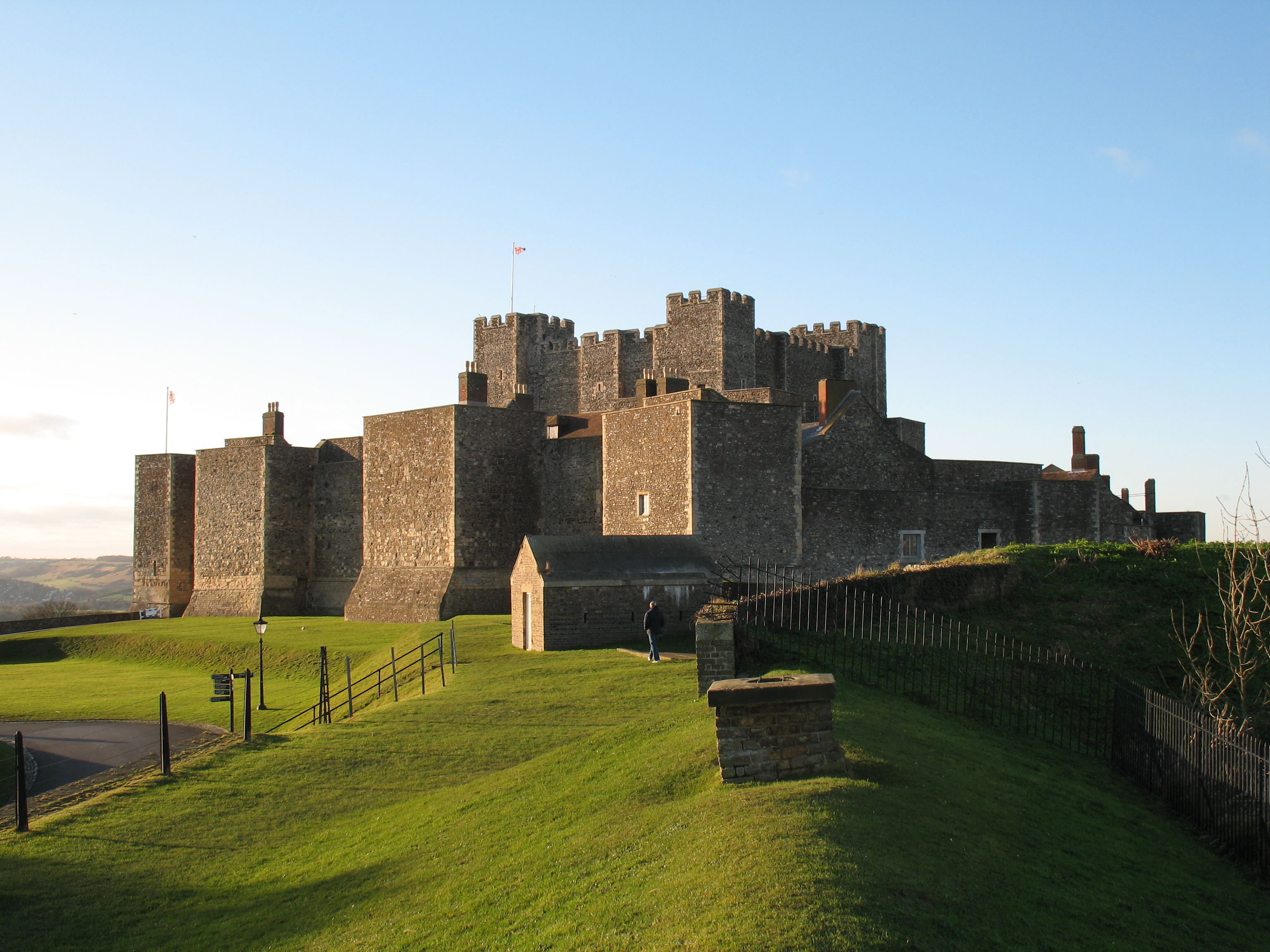
Dover Castle
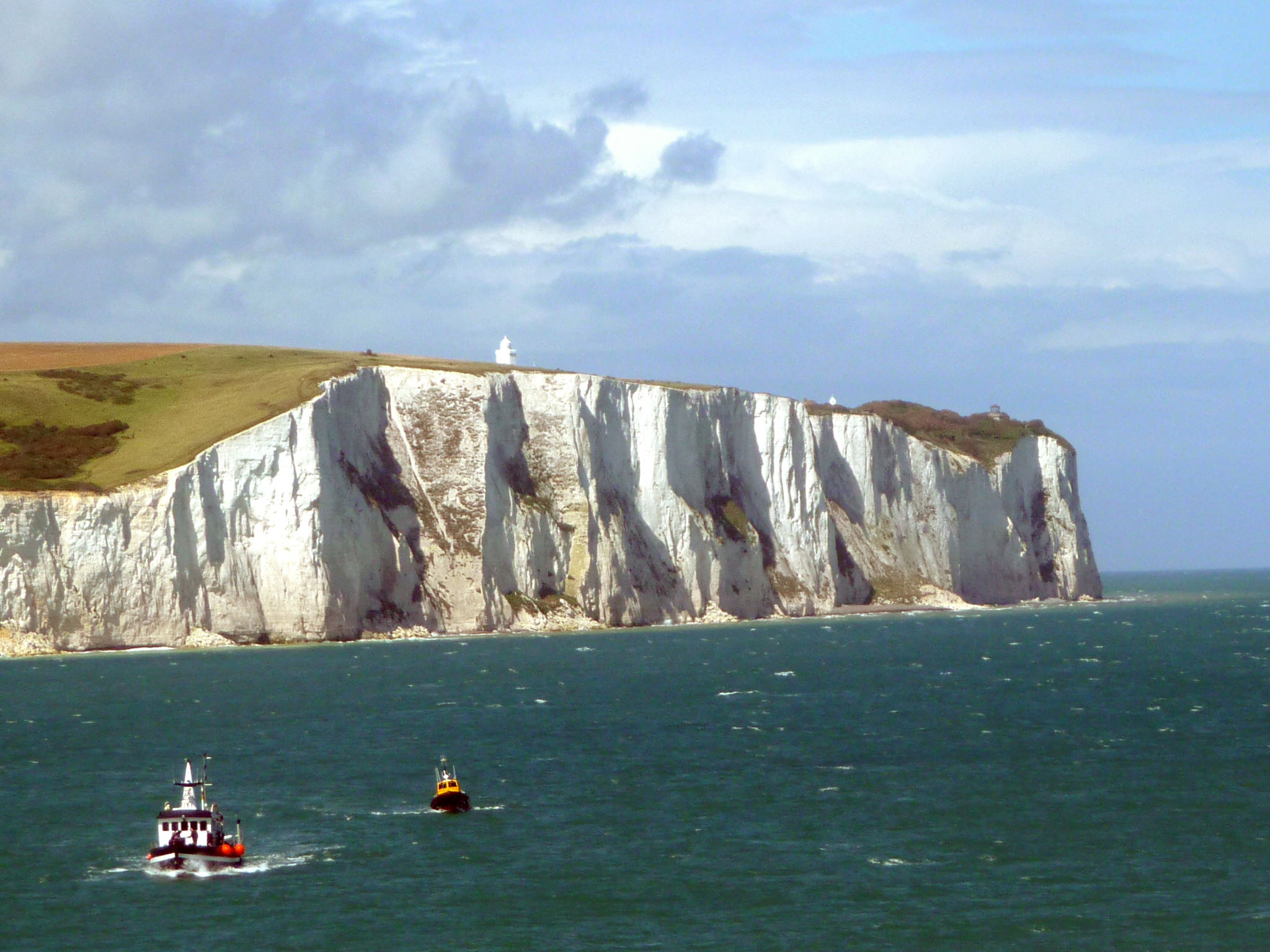
De krijtrotsen van Dover